# 拉帕亞國家自然公園
拉帕亞國家自然公園（西班牙語：Parque nacional natural La Paya），是哥倫比亞的國家公園，位於該國南部普圖馬約省，處於萊吉薩莫港，成立於1984年，面積4,220平方公里，每年平均降雨量2,600毫米。